# 島峰
島峰（Island Peak）是一座位於尼泊爾薩加瑪塔國家公園的山峰，高6189公尺，屬於洛子峰向南延伸出的一條山脊。島峰之名是英國登山家艾瑞克·希普顿於1951年在喜馬拉雅山區登山時所命名，因為此山的形狀如同浮在冰海之上的一座島嶼。1983年，尼泊爾當局將此山正式命名為伊姆札峰（Imja Tse），不過知名度相對較低，因此地圖上多是兩者同註。島峰之首登紀錄為瑞士登山隊於1956年所開創，此後因攀登難易度較低（但仍需冰攀技巧與嚮導輔佐），島峰成為當地許多業餘登山客造訪的著名山岳。

島峰
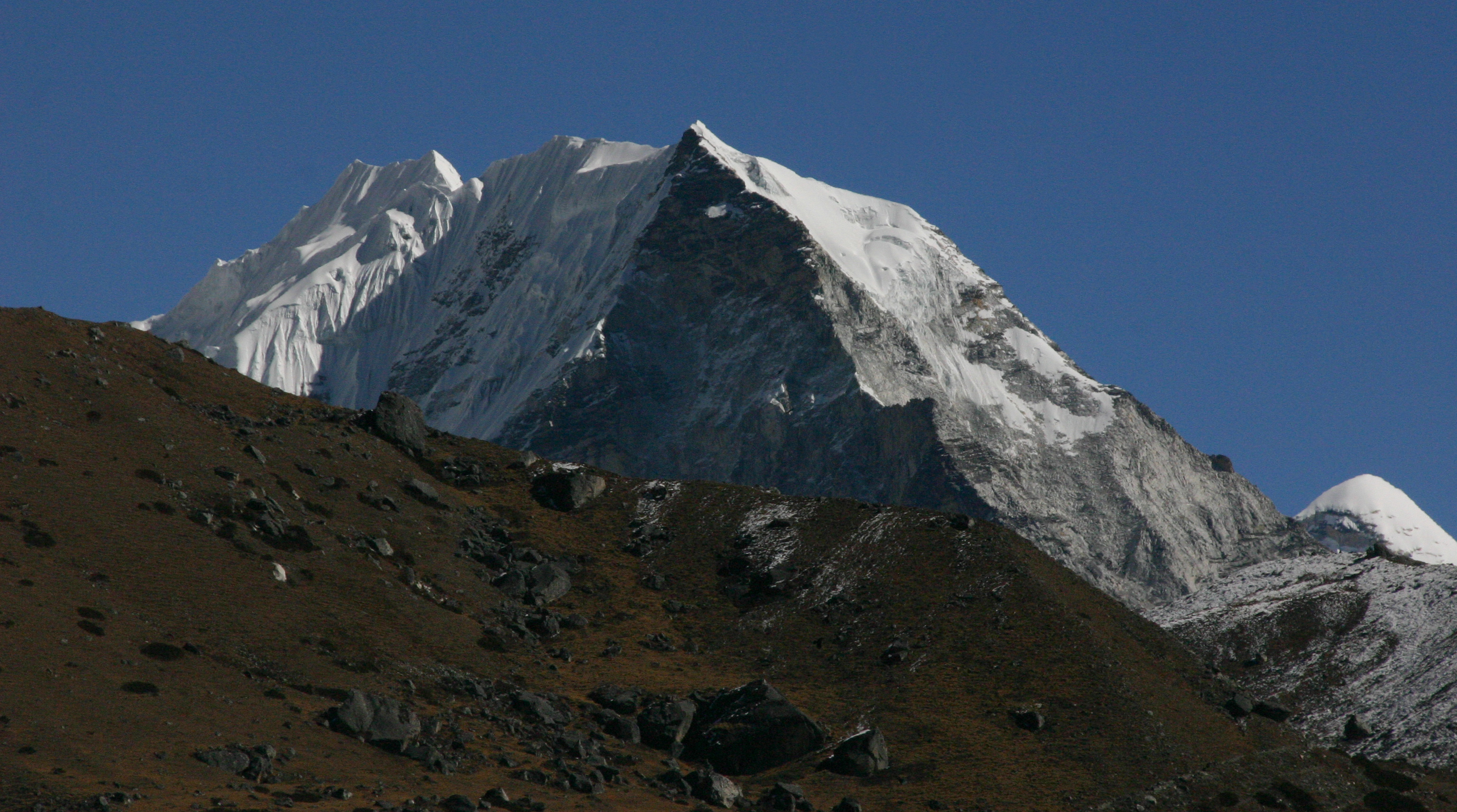
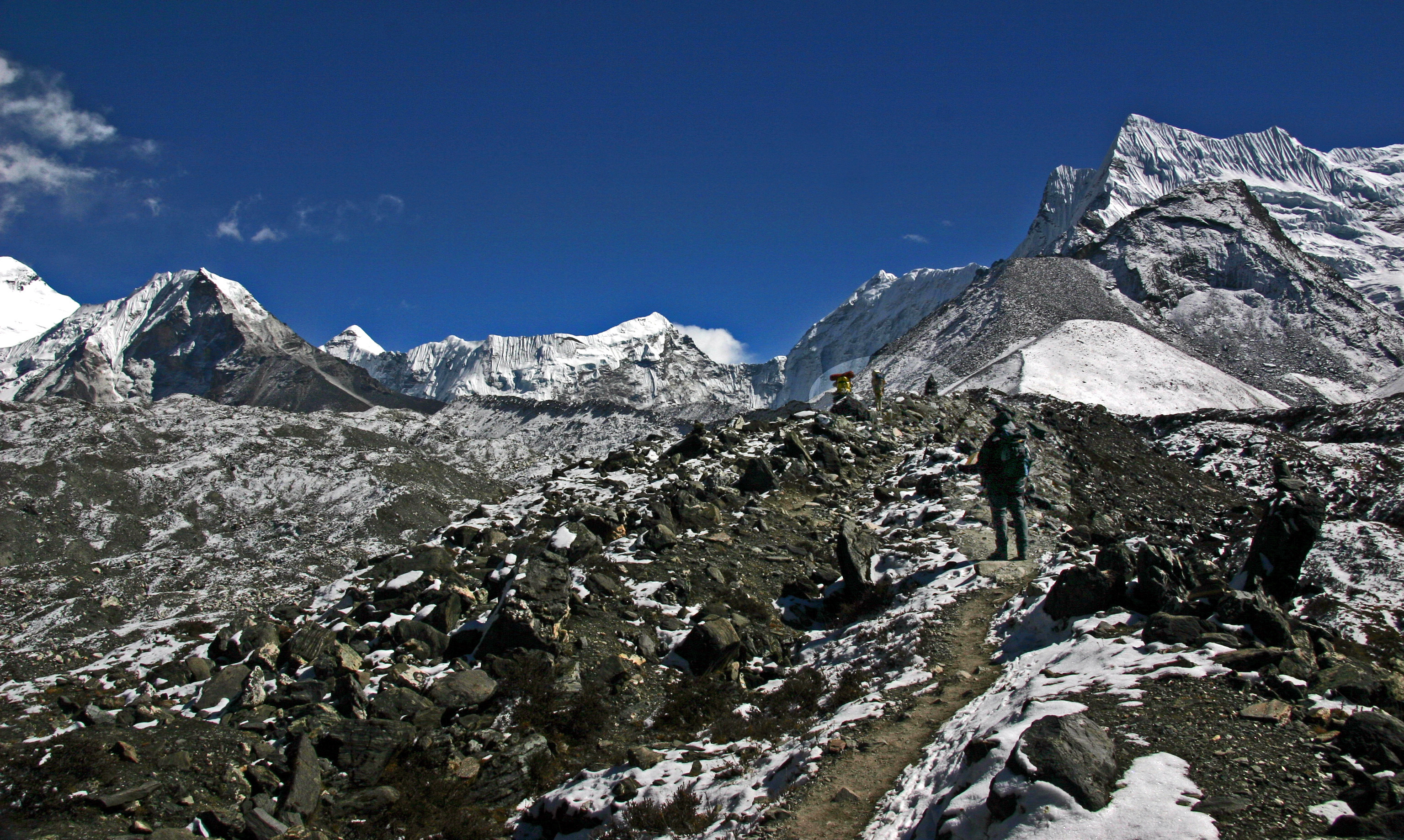
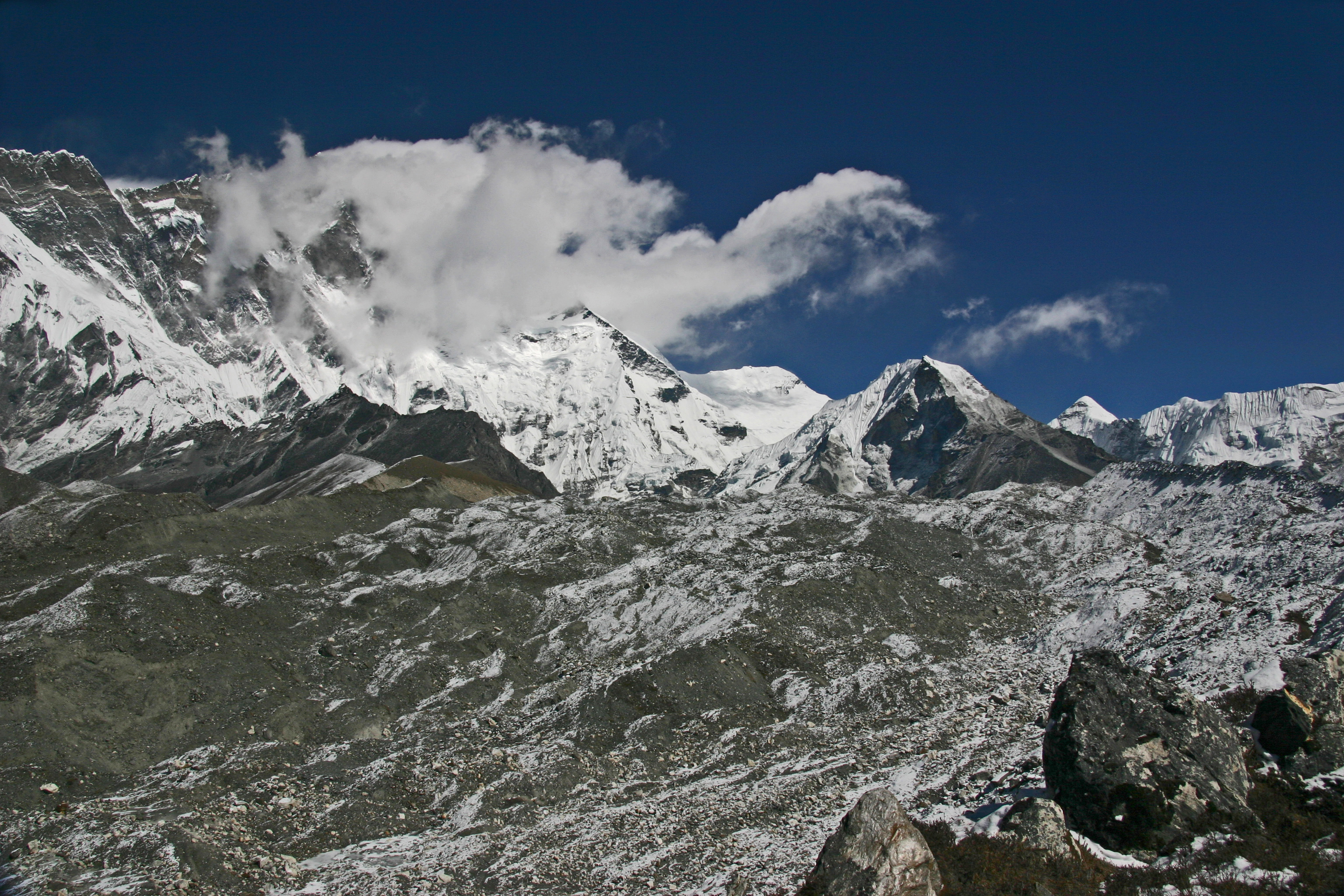
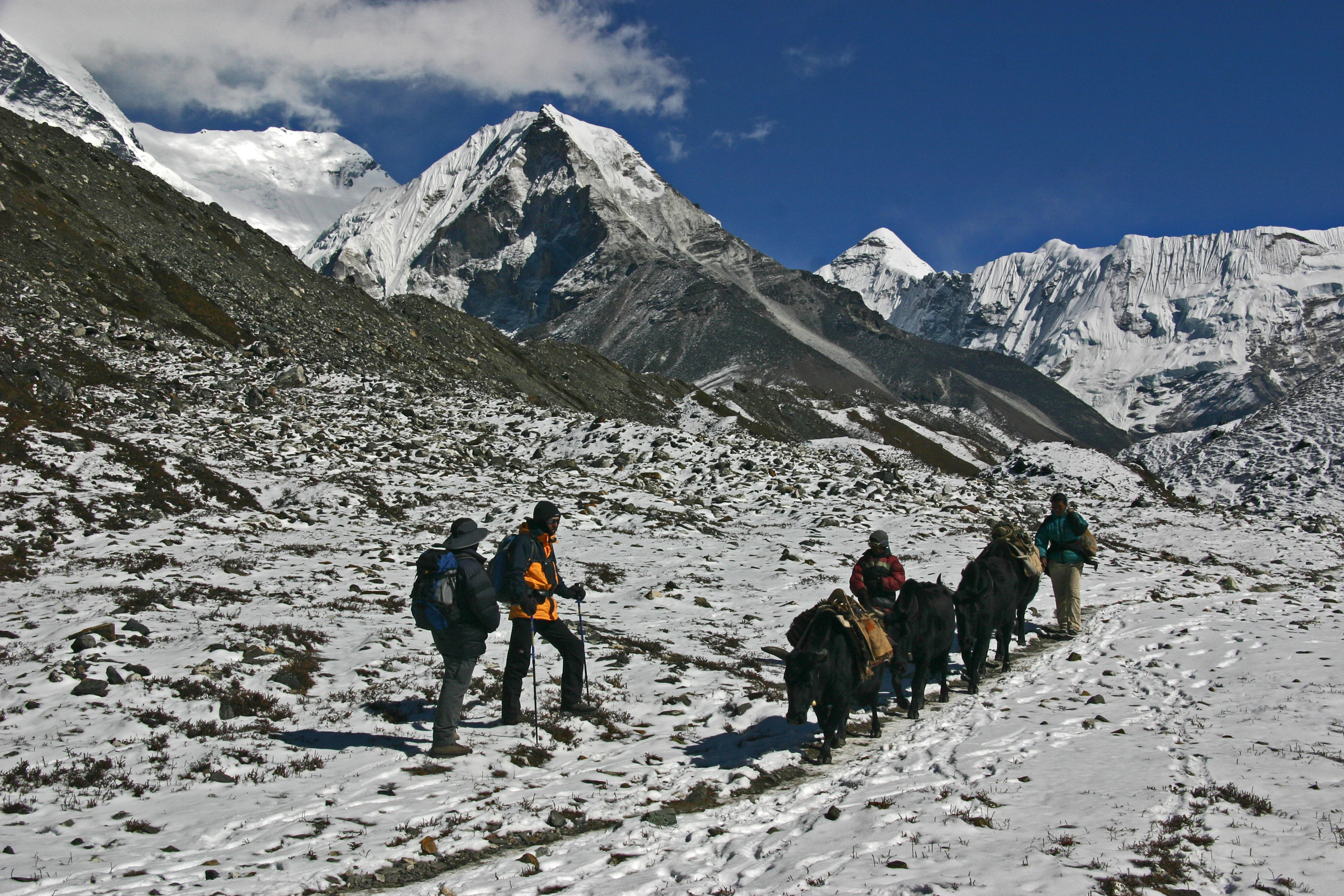
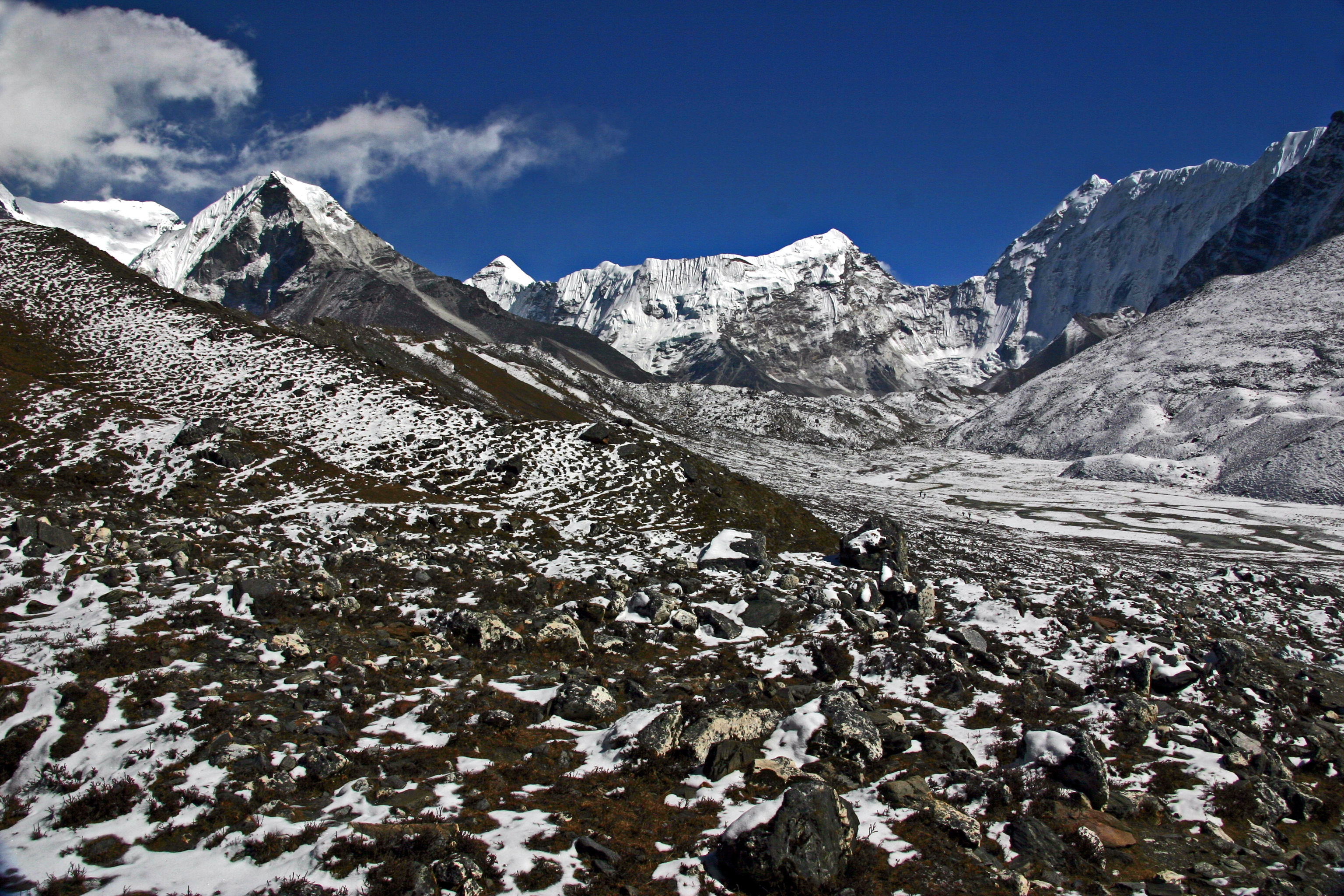
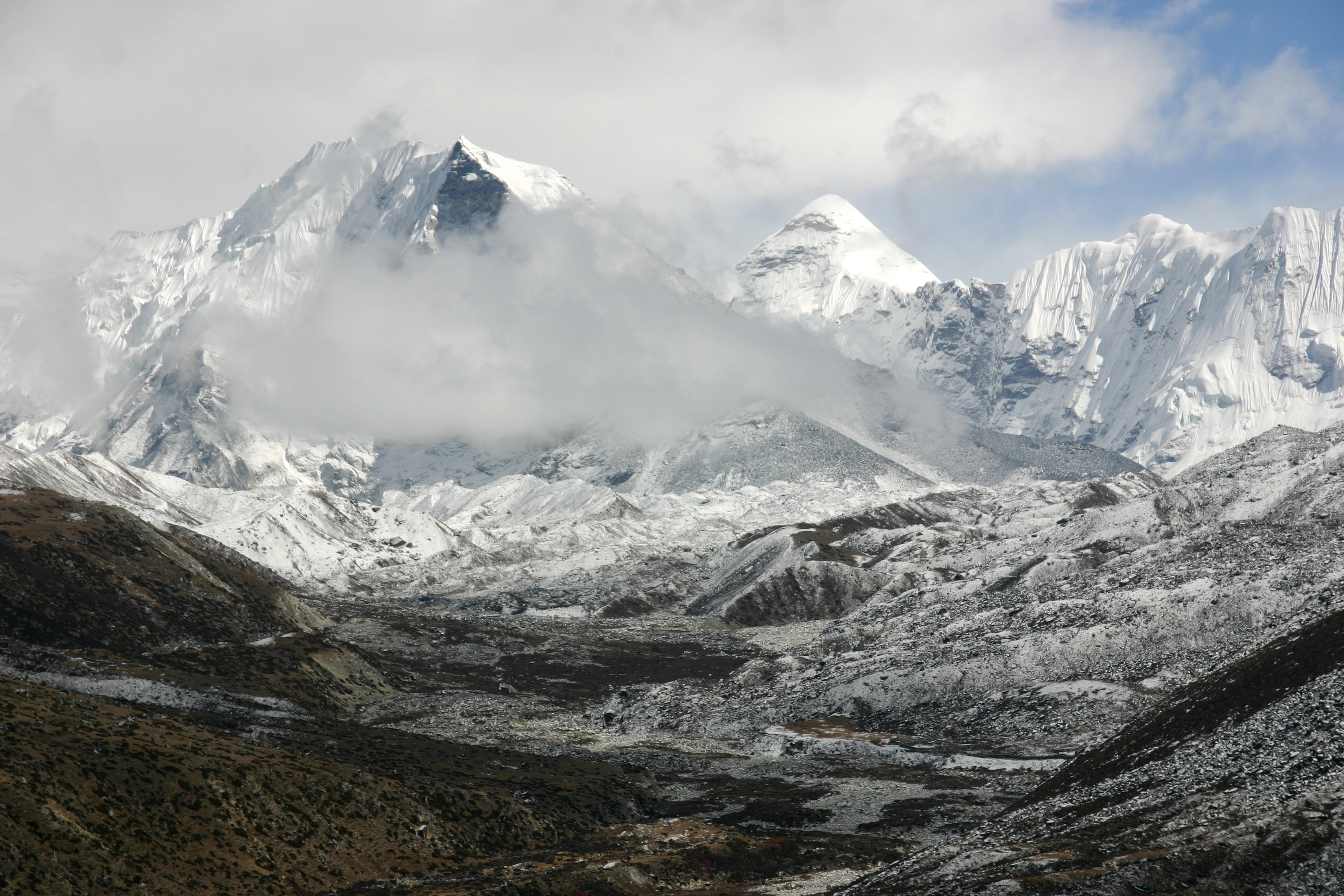
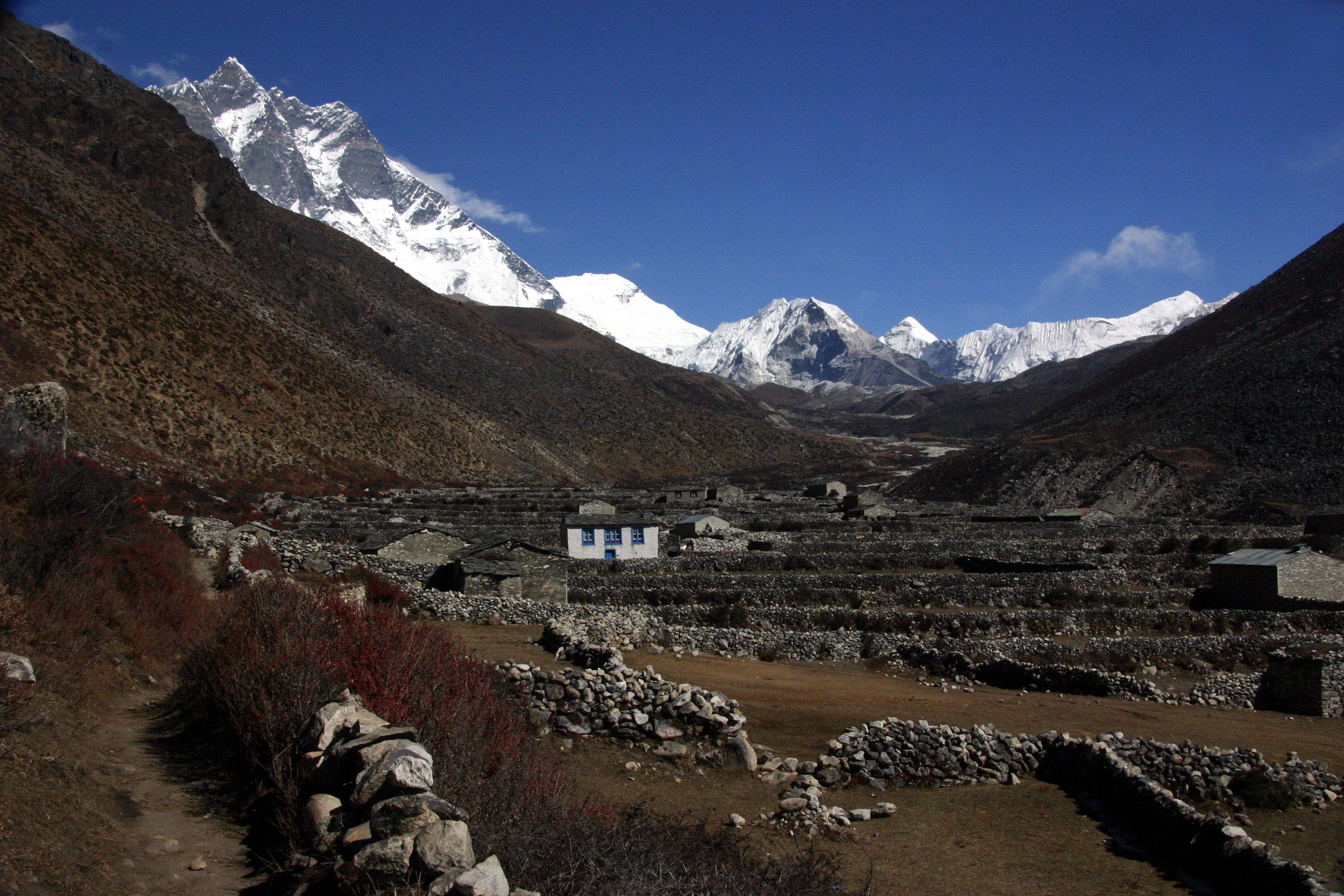

## 資料來源
1. ↑  Nepa Maps (Pvt.Ldt. ), NE517: Everest Base Camp & Gokyo, Kathmandu, Nepal, 2013
2. ↑  Nepa Maps (Pvt.Ldt. ), NE517: Everest Base Camp & Gokyo, Kathmandu, Nepal, 2013
3. ↑  . Nepal Mountaineering Association.   [2009-05-23]. （原始内容存档于2012-04-06）.